# Adesmia glandulifera
Adesmia glandulifera là một loài thực vật có hoa trong họ Đậu. Loài này được (Rendle) Skottsb. miêu tả khoa học đầu tiên.